# Fechteuropameisterschaften 2024
Die 35. Fechteuropameisterschaften fanden vom 18. bis 23. Juni 2024 in der St. Jakobshalle in Basel statt.

## Modus
Das Programm umfasste sowohl für Damen als auch für Herren Wettkämpfe in den Disziplinen Degen, Florett und Säbel. In jeder Disziplin wurde je ein Einzel- und ein Mannschaftswettbewerb ausgefochten. Insgesamt gab es also je zwölf Gold- und zwölf Silbermedaillen zu gewinnen. Der dritte Platz wurde im Einzel nicht ausgefochten, in der Mannschaft dagegen schon. Daher gab es aufgrund der geteilten dritten Plätze 18 Bronzemedaillen.

## Ergebnisse

### Herren

#### Degeneinzel
| Platz | Athlet                        | Land |
| ----- | ----------------------------- | ---- |
| 1     | Luidgi Midelton               | FRA  |
| 2     | Gergely Siklósi               | HUN  |
| 3     | Tibor Andrásfi                | HUN  |
| 3     | Ian Hauri                     | SUI  |
| 5     | Máté Tamás Koch               | HUN  |
| 6     | Alexis Bayard                 | SUI  |
| 7     | Yulen-Alexander Pereira-Ramos | ESP  |
| 8     | Damian Michalak               | POL  |

#### Degenmannschaft
| Platz | Land        | Athleten                                                                     |
| ----- | ----------- | ---------------------------------------------------------------------------- |
| 1     | Frankreich  | Paul Allègre Alexandre Bardenet Romain Cannone Luidgi Midelton               |
| 2     | Italien     | Gabriele Cimini Davide Di Veroli Andrea Santarelli Federico Vismara          |
| 3     | Spanien     | Eugeni Gavalda Gerard Gonell Yulen-Alexander Pereira-Ramos Juan Pedro Romero |
| 4     | Tschechien  | Jiří Beran Michal Čupr Jakub Jurka Martin Rubeš                              |
| 5     | Ungarn      | Tibor Andrásfi Máté Tamás Koch Dávid Nagy Gergely Siklósi                    |
| 6     | Deutschland | Lukas Bellmann Marco Brinkmann Fabian Herzberg Samuel Unterhauser            |
| 7     | Ukraine     | Nikita Koschman Jewhen Makijenko Wolodymyr Stankewytsch Roman Switschkar     |
| 8     | Niederlande | Ruben Derksen David van Nunen Raphael Tulen Tristan Tulen                    |

#### Floretteinzel
| Platz | Athlet                | Land |
| ----- | --------------------- | ---- |
| 1     | Tommaso Marini        | ITA  |
| 2     | Alessio Foconi        | ITA  |
| 3     | Alexander Choupenitch | CZE  |
| 3     | Maxime Pauty          | FRA  |
| 5     | Guillaume Bianchi     | ITA  |
| 6     | Alexander Kahl        | GER  |
| 7     | Maximilien Chastanet  | FRA  |
| 8     | Leszek Rajski         | POL  |

#### Florettmannschaft
| Platz | Land           | Athleten                                                               |
| ----- | -------------- | ---------------------------------------------------------------------- |
| 1     | Frankreich     | Maximilien Chastanet Enzo Lefort Julien Mertine Maxime Pauty           |
| 2     | Ungarn         | Dániel Dósa Andor Istvan Mihályi Gergő Szemes Gergely Tóth             |
| 3     | Italien        | Guillaume Bianchi Alessio Foconi Filippo Macchi Tommaso Marini         |
| 4     | Polen          | Jan Jurkiewicz Andrzej Rządkowski Michal Siess Adrian Wojtkowiak       |
| 5     | Großbritannien | Harry Bird Jaimie Cook Kamal Minott David Sosnov                       |
| 6     | Belgien        | Stef De Greef Oscar Geudvert Mathieu Nijs Stef Van Campenhout          |
| 7     | Deutschland    | Paul Luca Faul Alexander Kahl Felix Klein Laurenz Rieger               |
| 8     | Österreich     | Maximilian Ettelt Moritz Lechner Johannes Poscharnig Tobias Reichetzer |

#### Säbeleinzel
| Platz | Athlet                | Land |
| ----- | --------------------- | ---- |
| 1     | Michele Gallo         | ITA  |
| 2     | Luca Curatoli         | ITA  |
| 3     | Jean-Philippe Patrice | FRA  |
| 3     | Luigi Samele          | ITA  |
| 5     | Boladé Apithy         | FRA  |
| 6     | Maxime Pianfetti      | FRA  |
| 7     | George Dragomir       | ROU  |
| 8     | Sébastien Patrice     | FRA  |

#### Säbelmannschaft
| Platz | Land        | Athleten                                                               |
| ----- | ----------- | ---------------------------------------------------------------------- |
| 1     | Ungarn      | Tamás Decsi Csanád Gémesi Krisztián Rabb Áron Szilágyi                 |
| 2     | Rumänien    | Matei Cidu Vlad Covaliu Radu Nitu Razvan Ursachi                       |
| 3     | Türkei      | Tolga Aslan Muhammed Furkan Kalender Furkan Yaman Enver Yıldırım       |
| 4     | Deutschland | Luis Bonah Frederic Kindler Leon Schlaffer Matyas Szabo                |
| 5     | Italien     | Luca Curatoli Michele Gallo Luigi Samele Pietro Torre                  |
| 6     | Georgien    | Michail Alpaidse Wachtangi Archwadse Beka Basadse Sandro Basadse       |
| 7     | Frankreich  | Boladé Apithy Jean-Philippe Patrice Sébastien Patrice Maxime Pianfetti |
| 8     | Ukraine     | Darij Lukaschenko Oleksij Stazenko Jurij Zap Andrij Jagodka            |

### Damen

#### Degeneinzel
| Platz | Athletin                  | Land |
| ----- | ------------------------- | ---- |
| 1     | Irina Embrich             | EST  |
| 2     | Auriane Mallo-Breton      | FRA  |
| 3     | Alberta Santuccio         | ITA  |
| 3     | Angeline Favre            | SUI  |
| 5     | Wlada Charkowa            | UKR  |
| 6     | Coraline Vitalis          | FRA  |
| 7     | Aleksandra Jarecka        | POL  |
| 8     | Marie-Florence Candassamy | FRA  |

#### Degenmannschaft
| Platz | Land           | Athletinnen                                                                           |
| ----- | -------------- | ------------------------------------------------------------------------------------- |
| 1     | Italien        | Rossella Fiamingo Mara Navarria Giulia Rizzi Alberta Santuccio                        |
| 2     | Ungarn         | Kinga Dékány Tamara Gnám Eszter Muhari Blanka Virág Nagy                              |
| 3     | Frankreich     | Marie-Florence Candassamy Alexandra Louis-Marie Auriane Mallo-Breton Coraline Vitalis |
| 4     | Polen          | Aleksandra Jarecka Alicja Klasik Renata Knapik-Miazga Martyna Swatowska-Wenglarczyk   |
| 5     | Schweiz        | Pauline Brunner Angeline Favre Aurore Favre Noemi Moeschlin                           |
| 6     | Israel         | Adele Bogdanov Yana Botvinnik Dar Hecht Yuval Yitzhaki                                |
| 7     | Estland        | Julia Beljajeva Nelli Differt Irina Embrich Erika Kirpu                               |
| 8     | Großbritannien | Julia Caron Danielle Lawson Katrina Smith Taylor Susan Maria Sica                     |

#### Floretteinzel
| Platz | Athletin                | Land |
| ----- | ----------------------- | ---- |
| 1     | Arianna Errigo          | ITA  |
| 2     | Darija Myronjuk         | UKR  |
| 3     | Julia Walczyk-Klimaszyk | POL  |
| 3     | Carolina Stutchbury     | GBR  |
| 5     | Alina Polosjuk          | UKR  |
| 6     | Eva Lacheray            | FRA  |
| 7     | Martina Favaretto       | ITA  |
| 8     | Kata Kondricz           | HUN  |

#### Florettmannschaft
| Platz | Land        | Athletinnen                                                                        |
| ----- | ----------- | ---------------------------------------------------------------------------------- |
| 1     | Italien     | Arianna Errigo Martina Favaretto Francesca Palumbo Alice Volpi                     |
| 2     | Polen       | Martyna Jelińska Hanna Lyczbinska Martyna Synoradzka Julia Walczyk-Klimaszyk       |
| 3     | Ungarn      | Kata Kondricz Dóra Lupkovics Aida Mohamed Flóra Pásztor                            |
| 4     | Frankreich  | Solène Butruille Constance Catarzi Eva Lacheray Pauline Ranvier                    |
| 5     | Österreich  | Lilli Maria Brugger Freya Cenker Chiara Gröss Olivia Wohlgemuth                    |
| 6     | Spanien     | Andrea Breteau Ariadna Castro María Teresa Díaz Escalona María Jesús Marino Blanco |
| 7     | Ukraine     | Kateryna Budenko Darija Myronjuk Alina Polosjuk Olha Sopit                         |
| 8     | Deutschland | Leandra Behr Aliya Dhuique-Hein Kim Kirschen Carlotta Morandi                      |

#### Säbeleinzel
| Platz | Athletin            | Land |
| ----- | ------------------- | ---- |
| 1     | Celia Pérez Cuenca  | ESP  |
| 2     | Liza Pusztai        | HUN  |
| 3     | Zuzanna Cieślar     | POL  |
| 3     | Araceli Navarro     | ESP  |
| 5     | Alina Komaschtschuk | UKR  |
| 6     | Sarah Noutcha       | FRA  |
| 7     | Michela Battiston   | ITA  |
| 8     | Theodora Gkountoura | GRE  |

#### Säbelmannschaft
| Platz | Land        | Athletinnen                                                               |
| ----- | ----------- | ------------------------------------------------------------------------- |
| 1     | Frankreich  | Manon Apithy-Brunet Cécilia Berder Sarah Noutcha Caroline Queroli         |
| 2     | Ukraine     | Julija Bakastowa Olha Charlan Alina Komaschtschuk Olena Krawazka          |
| 3     | Spanien     | Elena Hernández Lucía Martín-Portugués Celia Pérez Cuenca Araceli Navarro |
| 4     | Ungarn      | Katinka Battai Anna Márton Liza Pusztai Luca Szűcs                        |
| 5     | Bulgarien   | Kalina Atanasowa Olga Hramowa Joana Iliewa Emma Neikowa                   |
| 6     | Polen       | Zuzanna Cieślar Małgorzata Kozaczuk Sylwia Matuszak Daria Skonieczna      |
| 7     | Italien     | Michela Battiston Martina Criscio Chiara Mormile Irene Vecchi             |
| 8     | Deutschland | Larissa Eifler Julika Funke Elisabeth Gette Lena Stemper                  |

## Medaillenspiegel
| Platz  | Land           | Gold | Silber | Bronze | Gesamt |
| ------ | -------------- | ---- | ------ | ------ | ------ |
| 1      | Italien        | 5    | 3      | 3      | 11     |
| 2      | Frankreich     | 4    | 1      | 3      | 8      |
| 3      | Ungarn         | 1    | 4      | 2      | 7      |
| 4      | Spanien        | 1    | –      | 3      | 4      |
| 5      | Estland        | 1    | –      | –      | 1      |
| 6      | Ukraine        | –    | 2      | –      | 2      |
| 7      | Polen          | –    | 1      | 2      | 3      |
| 8      | Rumänien       | –    | 1      | –      | 1      |
| 9      | Schweiz        | –    | –      | 2      | 2      |
| 10     | Großbritannien | –    | –      | 1      | 1      |
| 10     | Tschechien     | –    | –      | 1      | 1      |
| 10     | Türkei         | –    | –      | 1      | 1      |
| Gesamt | Gesamt         | 12   | 12     | 18     | 42     |